# Ирина (акат)
«Ирина» или «Святая Ирина» — акат Черноморского флота Российской империи, одно из двух судов такого типа, построенных для российского флота. Принимал участие в войне с Францией 1798—1800 годов, в том числе осаде Корфу. До и после войны преимущественно использовался для крейсерских и практических плаваний, а также в качестве брандвахтенного судна.

## История постройки
Акаты строились по инициативе князя Г. А. Потемкина. Им же было придумано и наименование для этого класса судов, произошедшее от наименования древнеримского трёхмачтового судна акатиона. Первоначально предполагалось построить серию акатов и использовать их для крейсерской и посыльной службы, однако после смерти князя их строительство прекратилось. За всё время было построено только два судна этого класса «Ирина» и № 2. Акат «Ирина» (с греч. — «Мир») получил наименование в честь подписания в Галаце 31 июля (11 августа) 1791 года предварительных условий мира с Турцией.

## Описание судна
«Ирина» представляла собой парусный деревянный акат, была одним из двух судов этого класса. Длина судна составляла 29 метров, ширина по сведениям из различных источников от 7,9 до 7,96 метра, осадка от 3,4 до 3,5 метра и глубиной интрюма от 3,1 до 3,35 метра. Три мачты аката несли прямое парусное вооружение. Судно было оснащено десятью парами вёсел, для которых в конструкции судна имелись небольшие порты.
По каждому борту судно имело по шесть орудийных портов, находившихся на расстоянии 1,68 метра от уровня воды, при этом носовые орудийные порты предназначались для погонных орудий. Первоначальное вооружение судна по сведениям из различных источников могло состоять из:
1. Двух 3-пудовых гаубиц и шестнадцати единорогов[2];
2. Четырёх 24-фунтовых медных пушек, двух 12-фунтовых чугунных пушек, шести 8-фунтовых медных пушек и шести 1/4-пудовых медных единорогов[7].

Однако на момент 1799 года на судне было установлено две 3-пудовые гаубицы в качестве погонных орудий, десять 1/2-пудовых полукартаульных единорогов по бортам и шесть 8-фунтовых единорогов на юте и баке.
Акат оснащался 12-вёсельным баркасом и двумя 8-вёсельными шлюпками.
Экипаж судна состоял из 100—107 человек, однако для абордажных действий и высадки десантов акат мог брать на борт мушкетёров. Состав  акатной роты в 1792 году включал 111 рядовых мушкетёров, 8 унтер-офицерских чинов и барабанщиков и 6 офицеров.

## История службы
Акат «Ирина» был заложен в Николаевском адмиралтействе в ноябре 1790 года и после спуска на воду 14 (25) августа 1791 года вошёл в состав Черноморского флота. В документах указано, что строительство вёл корабельный мастер А. П. Соколов, однако из переписки Г. А. Потемкина следует, что строительство должно было быть поручено греческому мастеру, из чего можно сделать вывод, что фактически строительство аката велось греческим мастером, имя которого не сохранилось, а А. П. Соколов осуществлял общее руководство постройкой.
В 1791 году акат покинул Николаев и ушёл в Севастополь. В 1792 году крейсировал между Севастополем и Керчью, при этом его командир капитан-лейтенант М. А. Посников был награждён орденом Святого Владимира IV степени за отличия в сражениях кампаний прошлых лет. В 1794 году совершал плавания от Гаджидера до Гаджибея, а также выходил в практические плавания в Чёрное море в составе эскадры. В 1797 году нёс брандвахтенную службу в Севастополе. В 1798 году вновь выходил в практические плавания в Чёрное море в составе эскадры.
В начале 1798 года нёс брандвахтенную службу в Севастополе и выходил в крейсерское плавание в Чёрное море в составе флота. Принимал участие в войне с Францией 1798—1800 годов. 12 (23) августа 1798 года был включён в эскадру вице-адмирала Ф. Ф. Ушакова и в её составе ушёл из Севастополя по направлению к Босфору. 15 (26) августа у судна открылась течь и он вынужден был оставить эскадру и вернуться в Севастополь, где был исправлен и вернулся в состав эскадры к Босфору. 30 августа (10 сентября) покинул эскадру и доставил в Севастополь с донесение вице-адмирала Ф. Ф. Ушакова императору Павлу I. С 24 сентября (5 октября) по 22 ноября (3 декабря) с грузом продовольствия вернулся из Севастополя к эскадре, находившейся к тому времени у Корфу и принял участие в блокаде крепости. Вечером 25 декабря 1798 (5 января 1799) года акат обнаружил французское судно, направлявшееся в Корфу, и начал его преследование. Когда суда сблизились на дистанцию выстрела, с «Ирины» открыли огонь из погонных орудий, однако в ответ подвергся обстрелу со стороны преследуемого французского судна и батарей Корфу. Воспользовавшись отсутствием ветра и тёмным временем суток, противнику удалось уйти в Корфу. По возвращении к эскадре командир аката лейтенант А. Е. Влито получил выговор от командующего эскадрой Ф. Ф. Ушакова. 18 февраля (1 марта) 1799 года вместе с другими судами эскадры акат принимал участие в штурме Корфу, действовал в районе старой крепости. С 18 (29) марта по 24 апреля (5 мая) конвоировал из Корфу в Тулон 9 судов с пленными французами, после возвращения к Корфу совершил оттуда 2 плавания в Одессу, а в августе перешёл в Севастополь.
В 1800 году нёс брандвахтенную службу в Севастополе и крейсировал в Чёрном море. После ежегодно с 1801 по 1804 год выходил в плавания в Чёрное море. В 1805 году вновь нёс брандвахтенную службу в Севастополе.
Сведений о дальнейшей судьбе аката «Ирина» не сохранилось.

## Командиры судна
Командирами аката «Ирина» в разное время служили:
- капитан-лейтенант М. А. Посников (1792 год)[14];
- мичман И. И. Фаллет[комм. 5] (до июня 1794 года)[16];
- капитан-лейтенант П. Лошаков (1797 год)[17];
- лейтенант, а с 28 ноября (9 декабря) 1799 года капитан-лейтенант А. Е. Влито[комм. 6] (1798—1800 годы)[19];
- лейтенант С. С. Агищев 1-й (с января по май 1805 года)[20];
- лейтенант С. С. Карачинской (июнь 1805 года)[21];
- лейтенант А. Ф. Хомутов (с июля 1805 года)[1].

### Комментарии
1. ↑  В «Общем морском списке» Ф. Ф. Веселаго один раз назван «Иларионом»[1].
2. ↑  95 футов[4].
3. ↑  26 футов[4].
4. ↑  11 футов[4].
5. ↑  Также упоминается как Фоллет[15].
6. ↑  Также упоминается как Флит[18].